# Мамич, Зоран
Зоран Мамич (хорв. Zoran Mamić; 30 сентября 1971, Бьеловар) — хорватский футболист и тренер. Четырёхкратный чемпион Хорватии.

## Биография

### Клубная
Начав заниматься футболом в загребском «Динамо», в 1989 году подписал с этой командой профессиональный контракт. Он провёл более ста матчей за «Динамо» за шесть сезонов, сыгранных в составе команды. Также в период с 1990 по 1992 годы Мамич был в клубе «Земун» на правах аренды.
В 1996 году Зоран Мамич переходит в немецкий «Бохум», где он проведёт два сезона. В 1998 году «Байер 04» покупает права на Мамича за более чем 700 тысяч фунтов стерлингов.
Через два года Мамич возвращается в «Бохум» на один сезон и после этого переходит в «Гройтер», игравший во второй Бундеслиге. После двух лет игр в этом клубе перешёл в другие немецкие клубы второй Бундеслиги, среди которых были «Рот-Вайсс Ален» и «Айнтрахт Трир».
В 2005 году Мамич вернулся в «Динамо», где завершил карьеру игрока в 2007 году.

### Выступления за сборную
С 1996 года вызывался в сборную Хорватии. Также в её составе участвовал на чемпионате мира 1998 года во Франции, где команда смогла добиться третьего места. Однако Зоран Мамич не вышел на поле ни в одном из матчей.
В общей сложности Мамич сыграл шесть игр за сборную Хорватию, в которых не забил ни одного гола.

### Тренерская карьера
В октябре 2013 года после увольнения Бранко Иванковича Мамич был назначен исполняющим обязанности главного тренера загребского «Динамо». За три сезона у руля загребцев трижды приводил их к чемпионству. В июне 2016 года Мамич возглавил тренерский штаб саудовского клуба «Аль-Наср», в который пригласил также своих соотечественников Марина Томасова и Ивана Томечака.
В феврале 2018-го стал главным тренером «Аль-Айна» из ОАЭ. Под руководством Мамича «Аль-Айн» сделал «золотой дубль» в 2018 году, выиграв чемпионат и Кубок ОАЭ. После ОАЭ поработал в саудовском «Аль-Хиляле»)2019 и в загребском «Динамо» (2020—2021) на должности спортивного директора.
15 марта 2021 года был приговорён к 4 годам и 8 месяцам по делу о коррупции. Но не явился для отбывания наказания в Хорватии. 19 мая 2021 года Зорана задержали в Боснии и Герцеговине. Он имеет двойное гражданство и заявлял, что хотел бы отбывать наказание именно там, а не в Хорватии. Принимать решение будет суд.

## Достижения
Как игрока:
«Динамо» Загреб

Чемпион Хорватии (4): 1992/93, 1995/96, 2005/06, 2006/07
Кубок Хорватии (3): 1993/94, 1995/96, 2006/07

### Сборная
- Чемпионат мира 1998 года: 3-е место

Как тренера:
«Динамо» Загреб
Чемпион Хорватии (3): 2013/14, 2014/15, 2015/16
Кубок Хорватии (2): 2014/15, 2015/16
«Аль-Айн»
Чемпион ОАЭ (1): 2017/18
Обладатель Кубка Президента ОАЭ (1): 2018